# 釜加神社
釜加神社（かまかじんじゃ）は、北海道千歳市釜加にある神社。千歳神社の末社である。旧社格は無格社。

## 由緒
万治元年（1658年）、現在の千歳神社がある所に、当神社の前身にあたる「弁財天小社（弁天社）」が建立される。その後、享和3年（1803年）には、近くに「思古津稲荷大明神（千歳神社の前身）」が建立される。 
文化2年（1805年）、箱館奉行の山田鯉兵衛嘉充が新たに弁財天を勧請した。慶応4年（1868年）には、明治新政府により神仏判然令が出され、これにより神仏分離・廃仏毀釈が行われるようになり、明治5年（1872年）の開拓使による調査の際は、神仏分離の対象にならないように、弁天社は「厳島社」という名称になっている。また、明治に入ってからは、新保清次郎という人物が釜加の自宅に御堂を造り、漁の時期になると弁財天を千歳神社から移し、漁が終わると千歳神社に戻していた。
その後、新保は牧場経営の為、島松沢奥の新保沢という所に移ることになり、弁財天は漁業の神であり、山では必要ないため、地元の釜加地区の住民が譲り受けて祀り、明治38年（1905年）に当神社が現在地に建立された時に納めた。この時に、ご神体である弁財天と一緒に、千歳の地名の由来が書かれている厨子（釜加神社弁財天御厨子）が納められ、この厨子は昭和46年（1971年）9月16日に、千歳市から初めての千歳市指定文化財に指定された。

## 交通
- JR北海道千歳線長都駅より車で10～12分程度

## 近隣の施設
- 千歳市埋蔵文化財センター（旧千歳市立長都小中学校）